# 聖ヨハネ病院
聖ヨハネ病院(The Hospital of St. John、Oud Sint-Janshospitaal) 、もしくは聖ヨハネ施療院は、ブルッヘにあった中世の病院である。12世紀半ばに設立されたものである。この病院は、聖母教会(Onze-Lieve-Vrouwekerk)の隣りにあり、現存するヨーロッパ最古の病院の建物のいくつかを含んでいる。建物は、ベルギーのレンガゴシック建築(Backsteingotik )の重要な建物の一つである。

## 全盛期
建物は、12世紀なかばに建てられた。市の中心部に近く、当時は城壁の外で当時は港の役割を果たしていたレイエ川に近く、交通の便の良い場所にあった。施設は市の委託で建てられ、当初は、巡礼者や貧しい人たちの宿屋であったが、13世紀までに徐々に医療の比重が大きくなり、３人の常駐の医師がおり、看護は信徒の兄弟団、信徒の姉妹団という修道会が担当していた。13世紀の後半には、病院の北側に修道院が建てられ、1310年には醸造所が建てられた。南西にはフランチェスコ会の女子修道会の修道院が建てられ、３つの診療所、病棟に繋がっており、1391年以降は、看護ケアの殆どをここの修道女たちが担当した。その後、礼拝堂、墓地が設けられて、病院は中世の間にその規模を拡大した。17世紀に修道院は廃止され、その場所は薬局となり、これは現在も残っている。看護は、フランチェスコ会の修道女に替わって、アウグスチヌス会の修道女が担当するようになった。19世紀になっても更に建設が進み、中央の建物を中心として８つの病棟を持つ病院が出来上がった。

## 病院としての役割を終えて
この建物は、1977年に病院としての役割を終え、ブルッへのシント=ピーテルス(聖ペテロ)地区にある新しい近代的な病院(AZ Sint-Jan)に病院機能は移転した。この建物は、ブルッヘ市が管理を引き継いだ。現在、病院の複合施設の一部には、ドイツ生まれの初期フランドル派の画家ハンス・メムリンクにちなんで名付けられた人気のハンス・メムリンク美術館があり、三連祭壇や病院の記録、医療器具、その他の中世の医療史の展示や数多くの美術作品が展示されている。病院の敷地は、会議および展示センター、アウト・シント・ヤン・センター(site Oud Sint-Jan)としても使用されている。Oud Sint-Janは、「旧聖ヨハネ」の意である。

### ハンス・メムリンク美術館の所蔵品

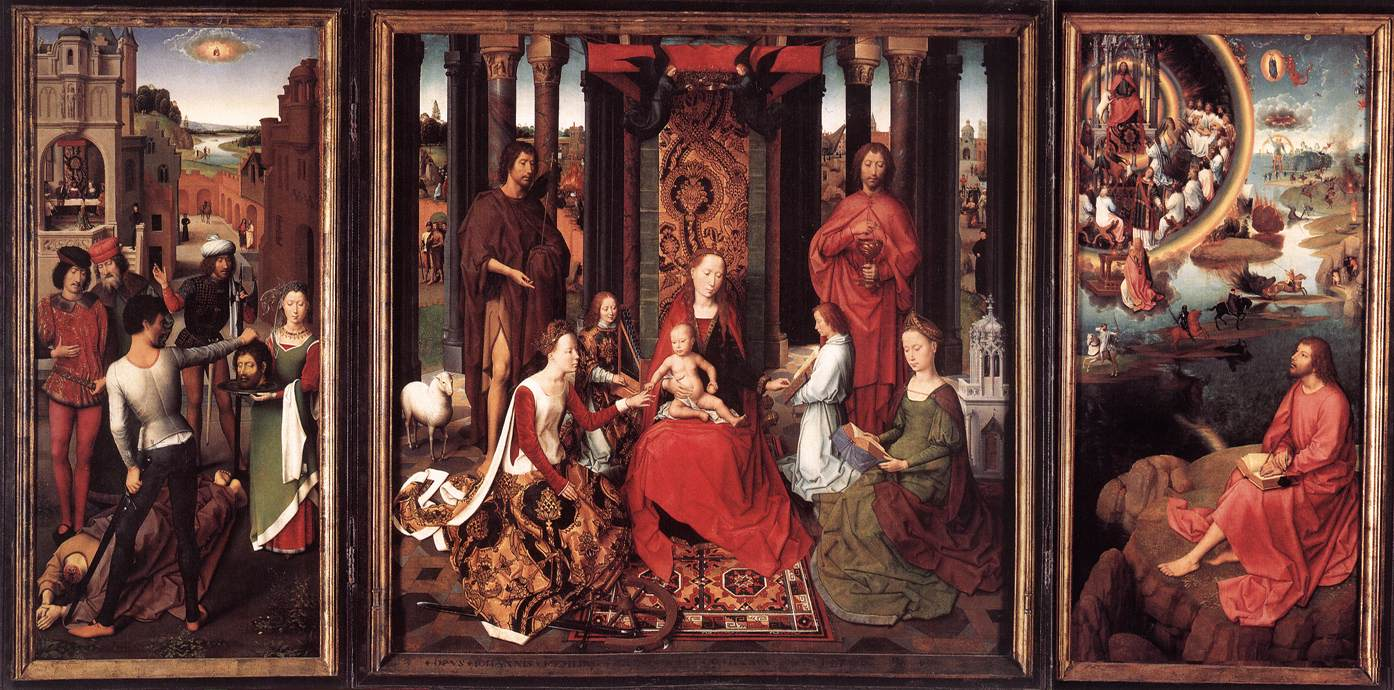
ハンス・メムリンク『聖カタリナの神秘的な結婚、または洗礼者ヨハネと福音記者ヨハネの三連祭壇画』 (1474年から1479年)
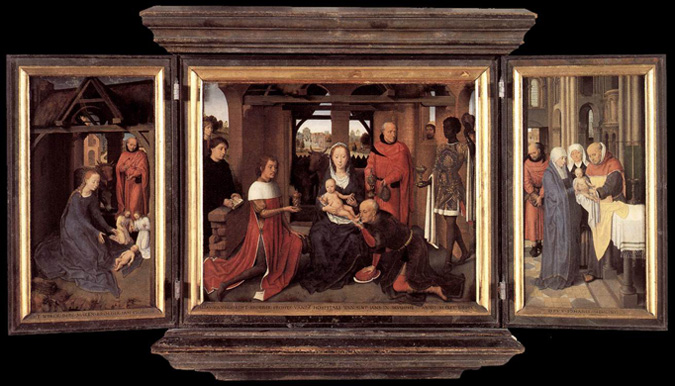
ハンス・メムリンク『ヤン・フロレインスの三連祭壇画』 (1479年)
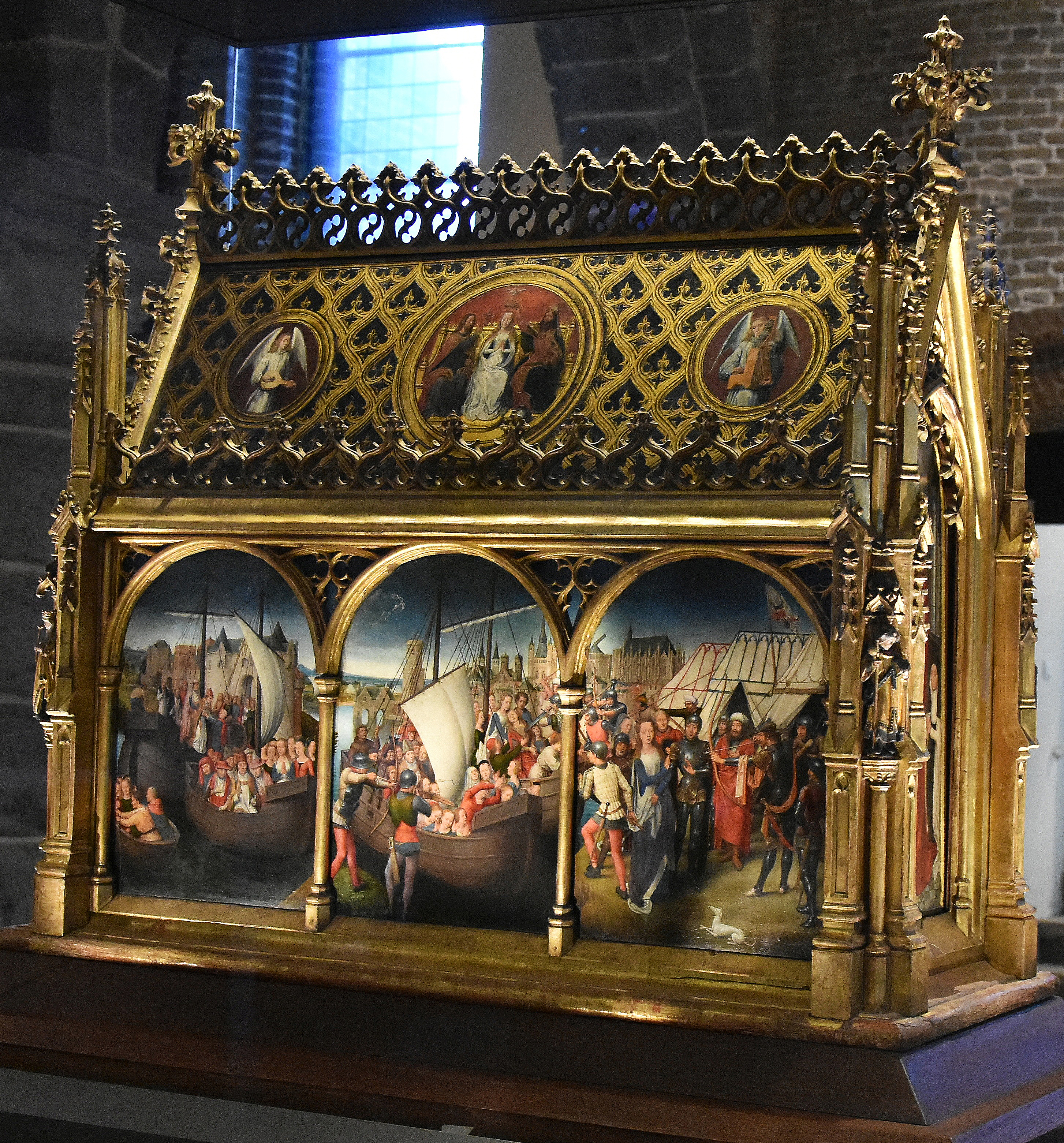
ハンス・メムリンク『聖ウルスラの聖遺物箱』 (1489年ごろ)
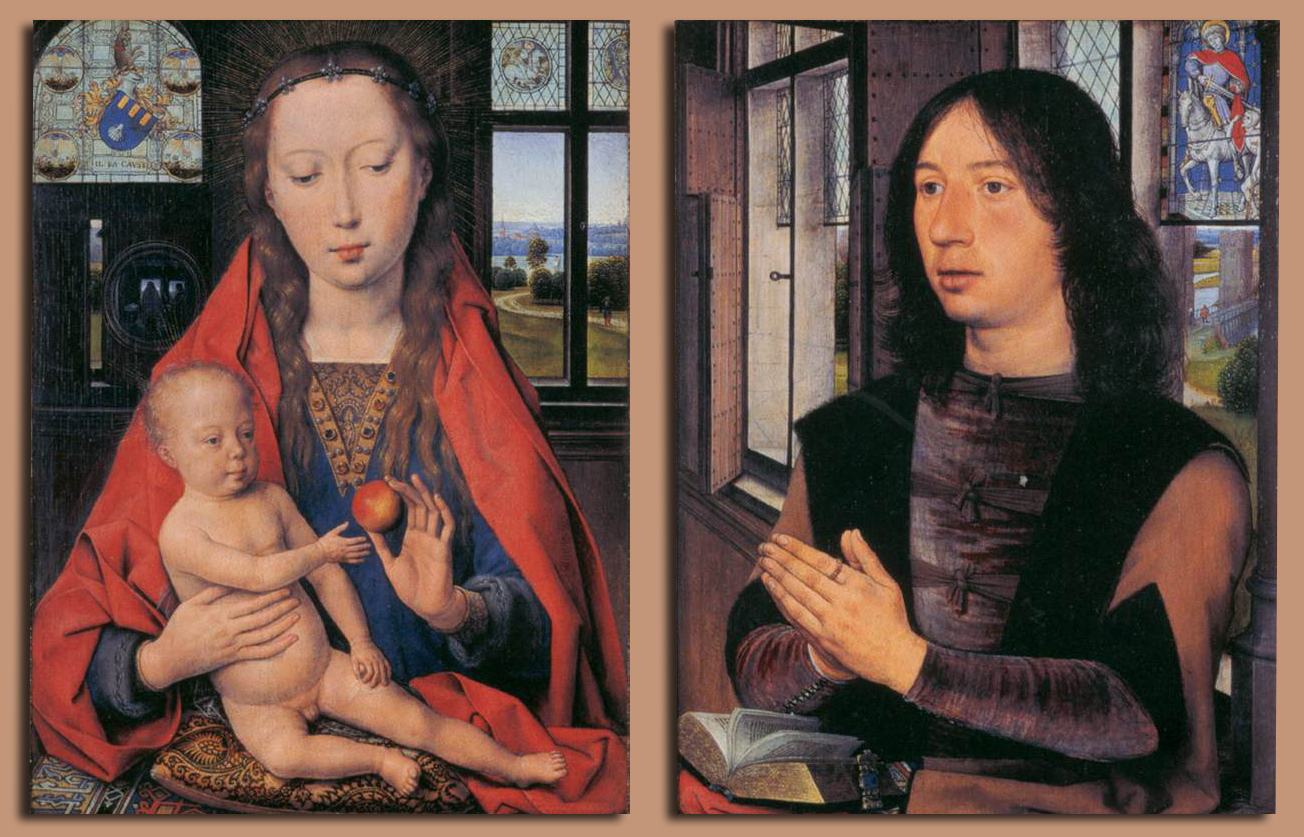
ハンス・メムリンク『マールテン・ファン・ニューウェンホーフェの二連祭壇画』 (1487年)
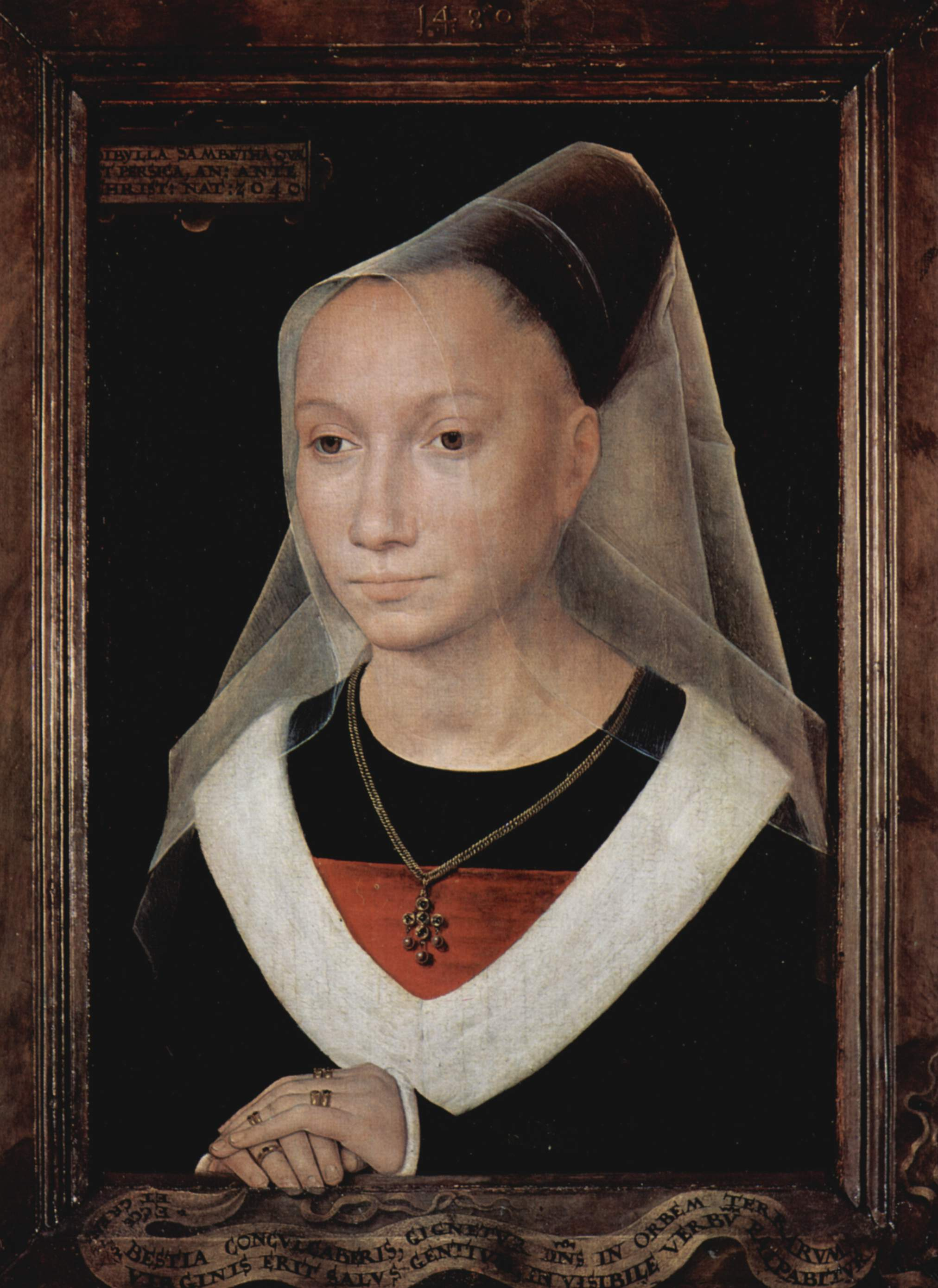
ハンス・メムリンク『シビル・サンベタの肖像』 (1480年)

## 脚注

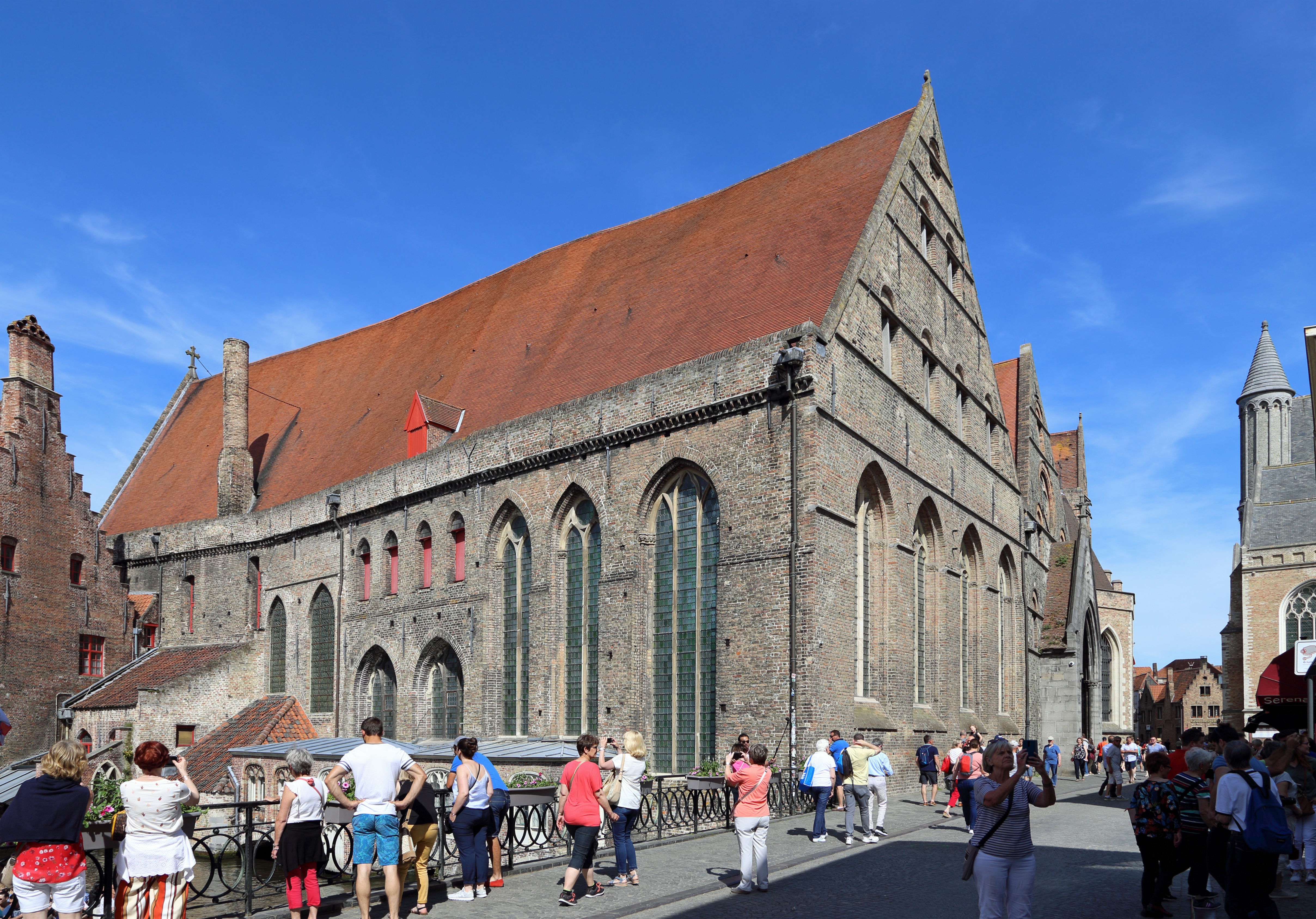
聖ヨハネ病院
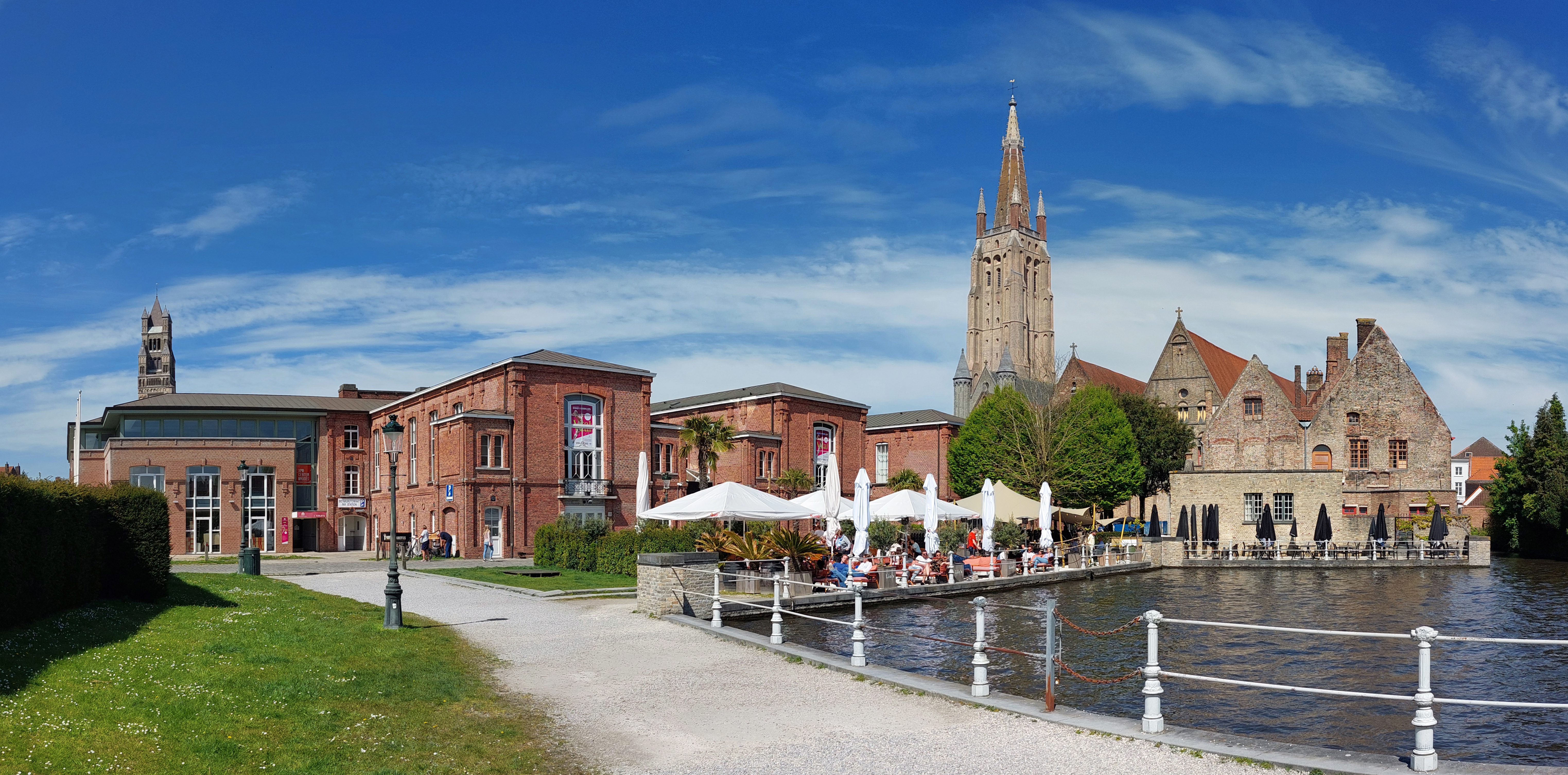
シント・ヤン運河から右に聖ヨハネ病院、左にアウト・シント・ヤン・センター
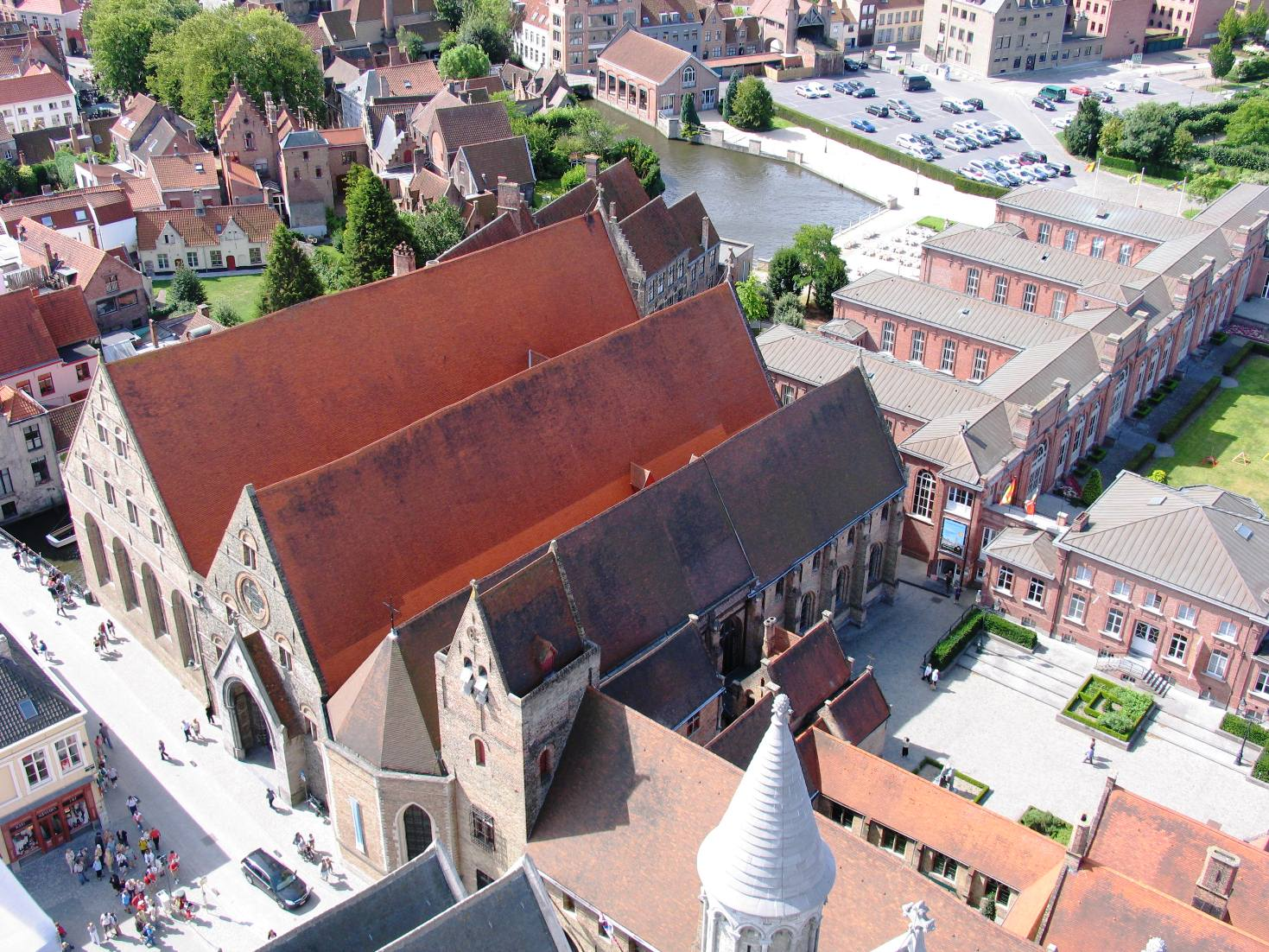
上空からの撮影
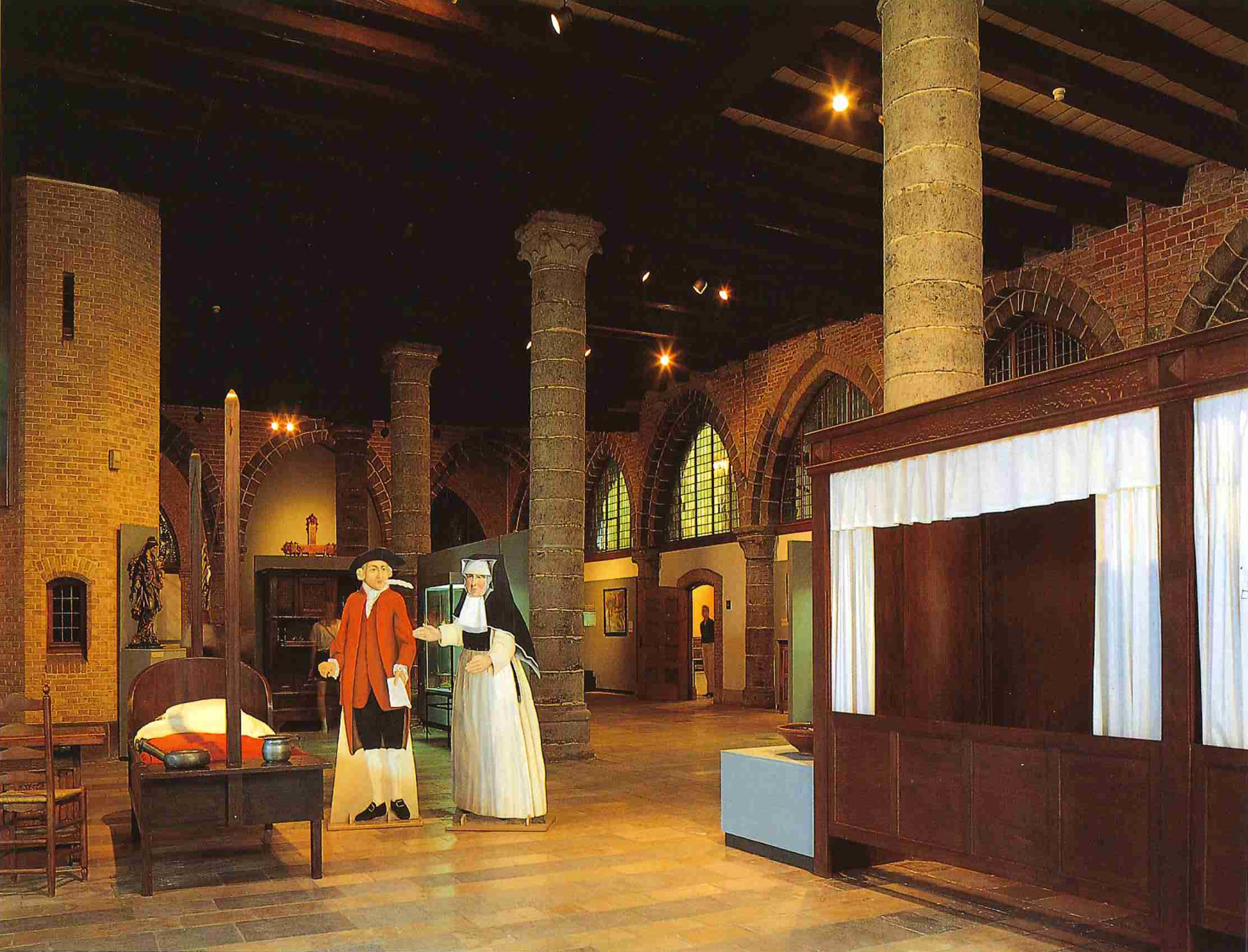
病棟の内部の様子

## 近在の施設
- グルートフーズ博物館（英語版）
- ボニファシウス橋